# ویکتور ترگوبوف
ویکتور ترگوبوف (روسی: Виктор Николаевич Трегубов؛ زادهٔ ۱۳ آوریل ۱۹۶۵) وزنه‌بردار اهل روسیه بود.